# Margrit, 1886
Margrit, 1886 is het tweede album van de stripreeks De meesters van de gerst van Jean Van Hamme (scenario) en Francis Vallès (tekeningen).  De reeks vertelt in acht albums het verhaal van enkele generaties Belgische bierbrouwers. De strip werd voor het eerst uitgegeven in 1993 bij uitgeverij Glénat.

## Inhoud
Nadat Charles met Elise De Ruiter is getrouwd, beheert hij een van de grootste brouwerijen van het land. Tot hij Margrit ontmoet, de bruid van zijn neef Noël, die Charles na de dood van diens vader in huis heeft genomen en verder opgevoed. Het komt tot een hevige ruzie met zijn vrouw Elise, waarop Charles de brouwerij verlaat, met Margrit gaat samenwonen en een nieuwe brouwerij uit de grond stampt...